# タキロンシーアイ
伊藤忠商事グループの主要子会社。タキロンシーアイ株式会社（C.I. TAKIRON Corporation）は大阪府大阪市北区梅田のノースゲートビルディングに本社を置く合成樹脂製品をはじめとした、大手化学メーカーである。1919年創業。 
グループ企業理念の中で定めている使命は「人と地球にやさしい未来を創造する」。

## 概要
創業者の滝川佐太郎が、1919年（大正8年）に大阪で「瀧川セルロイド工業所」を設立する。1935年（昭和10年）に株式会社に改組後は、兵庫県揖保郡御津町（現在のたつの市御津町）に工場を竣工（後述のダイセルも同じ時期に、この地の近く西播磨地区に多く工場を置いている）すると共に、本格的生産を開始。創業者である滝川の「タキ」、プラスチック材料のナイロン、ビニロンからの「ロン」を取り、「タキロン」として商標登録する。同商標は長く使用されていたが、1973年（昭和48年）より正式な社名として用いられるようになった。
採光建材から住設建材・床材・管工機材等に至るまで総合的な合成樹脂製品を製造しており、それぞれの分野でのシェアも高い。特に床材では強く、マンションの共用外部廊下の防滑性シート「タフスリップ」や、近年では暗がりで足元が見えなくなり、転倒事故へ繋がるのを防ぐ目的として、蓄光材による光によって足元を誘導する「タキステップ蓄光タイプ」という防滑性階段製品も開発されている。
同根企業のダイセルも、元々はセルロイドを中心とした合成樹脂製品メーカーだった。しかし後に火薬を中心とした自動車用エアバッグの起動装置や戦闘機・軍用ヘリ用のパイロットの緊急脱出装置などを開発する企業へと変化を遂げたため、今では合成樹脂メーカーから大きくかけ離れている。過去にダイセルが扱っていた製品の一部は、後にダイセル子会社として設立した大日本プラスチックス（現・タキロンシーアイシビル）へ移管させているが、2008年（平成20年）3月にダイセル及びトクヤマ所持の株式をタキロンが取得している。
2017年（平成29年）4月1日、シーアイ化成を吸収合併し、現在の社名に変更した。
2024年（令和6年）8月5日、伊藤忠商事は同月6日から同年9月18日までの間、タキロンシーアイの完全子会社化を目的とした株式公開買付け（TOB）を実施することを発表。同年9月19日に株式公開買付けが成立。タキロンシーアイは同年10月29日に株式売渡請求により東京証券取引所プライム市場の上場廃止となった。

## 国内事業所

### 本社
- 本社 （大阪市）
- 東京本社 （東京都港区）

### 支店
- 東京 （東京都港区）
- 大阪 （大阪市）
- 東北 （仙台市）
- 中部 （名古屋市）
- 中四国（広島市・土佐市）
- 九州 （福岡市・鹿児島市）

### 営業所
- 札幌     (札幌市)

### 製造拠点/研究所
- 網干工場 （兵庫県たつの市）
- 揖保川事業所 （兵庫県たつの市）
- 安富工場 （兵庫県姫路市）
- 東京工場 （茨城県かすみがうら市）
- 滋賀工場 （滋賀県湖南市）
- 栃木工場 （栃木県芳賀郡市貝町）
- 岡山工場 （岡山県新見市）
- 平塚工場 （神奈川県平塚市）
- 佐野工場 （栃木県佐野市）
- 総合研究所 （滋賀県湖南市）

## 関連会社
- 北海道サンプラス株式会社
- タキロンマテックス株式会社
- タキロンシーアイシビル株式会社
- タキロンテック株式会社
- タキロンシーアイプラス株式会社
- 三和サインワークス株式会社
- ダイライト株式会社
- 日本ポリエステル株式会社
- タキロンポリマー株式会社
- タキロン・ローランド株式会社
- シーアイマテックス株式会社
- タキロンシーアイアグリ株式会社

　他多数

## グループ経営理念等
出典
- 使命
  - 人と地球にやさしい未来を創造する
- 実現したい企業文化
  - 重ねていく誇りと変革する勇気
- 企業メッセージ
  - 今日を支える、明日を変える。